# Oreocereus pseudofossulatus
Oreocereus pseudofossulatus ist eine Pflanzenart aus der Gattung Oreocereus in der Familie der Kakteengewächse (Cactaceae).

## Beschreibung
Oreocereus pseudofossulatus wächst strauchig, verzweigt in der unteren Hälfte unregelmäßig und erreicht Wuchshöhen von bis 2 Metern. Die hellgrünen Triebe weisen Durchmesser von 5 bis 8 Zentimeter auf. Es sind 10 bis 13 gerade und gehöckerte Rippen vorhanden. Die Dornen sind strohgelb oder selten rötlich. Der einzelne, auffällige, 2 bis 5 Zentimeter lange, Mitteldorn ist anfangs abstehend und später etwas abwärts gerichtet. Die 10 bis 14 Randdornen sind bis 6 Millimeter lang.
Die röhrenförmigen, schiefsaumigen, grünlich rosafarbenen bis bläulich roten Blüten erscheinen in der Nähe der Triebspitzen und sind bis 9 Zentimeter lang. Die ellipsoiden, grünlich gelben bis bräunlich roten Früchte sind fleischig und reißen nicht auf.

## Verbreitung, Systematik und Gefährdung
Oreocereus pseudofossulatus ist im bolivianischen Departamento La Paz in der Puna-Vegetation in Höhenlagen von 2900 bis 3300 Metern verbreitet.
Die nomenklatorische korrekte Erstbeschreibung erfolgte 1991 durch David Richard Hunt.
In der Roten Liste gefährdeter Arten der IUCN wird die Art als „Near Threatened (NT)“, d. h. als gering gefährdet geführt.

## Nachweise

## Weiterführende Literatur
- R. Mottram: Icones cactearum: no. 1. Cleistocactus fossulatus. In: Chileans. Band 12, Nummer 42, 1983, S. 138–142 (PDF).
- R. Mottram: Cleistocactus fossulatus: validation of the name. In: Chileans. Band 13, Nummer 43, 1985, S. 29–33 (PDF).
- K. Preston-Mafham: Oreocereus fossulatus – a dry story. In: Chileans. Band 13, Nummer 47, 1989, S. 89–96 (PDF).